# Нантський музей образотворчого мистецтва
Нантський музей образотворчого мистецтва (фр. Musée des Beaux-Arts de Nantes) — художній музей у місті Нант, Франція. Є одним з п'яти найбільших регіональних музеїв країни. Заснований в 1801 році.

## Історія
Музей було засновано разом з 14 іншими музеями французької провінції за «Указом Шапталя» за часів правління Наполеона Бонапарта. 1810 року державою було придбано колекцію Франсуа Како (Francois Cacault), що стала основою музейної збірки. З 1900 року музей розташований в теперішньому приміщенні, спорудженому за проектом архітектора Клемана-Марі Жоссо (Clément-Marie Josso). Музейна експозиція розташована на двох поверхах та в критому дворику. З 2011 року музей закрито на 18 місяців з метою реконструкції. Планується розширити приміщення з 11 000 до 18 000 кв. метрів. 

## Фонди
У колекції музею зберігається велика кількість скульптур і картин, що охоплюють період з XII по кінець XIX століття. Основою колекції є твори італійського треченто: Сієнська та Флорентійська школи живопису. XVII століття представлено італійськими та нідерландськими натюрмортами й творами ландшафного живопису. 
Перший поверх здебільшого присвячений сучасному мистецтву Франції, з акцентом на творчість художників 1950-1960 років. На інших поверхах розміщені роботи італійських примітивістів, імпресіоністів і сучасних майстрів, зокрема, Василя Кандинського.
Щорічно музей відвідують до 110 тис. чоловік.

## Галерея

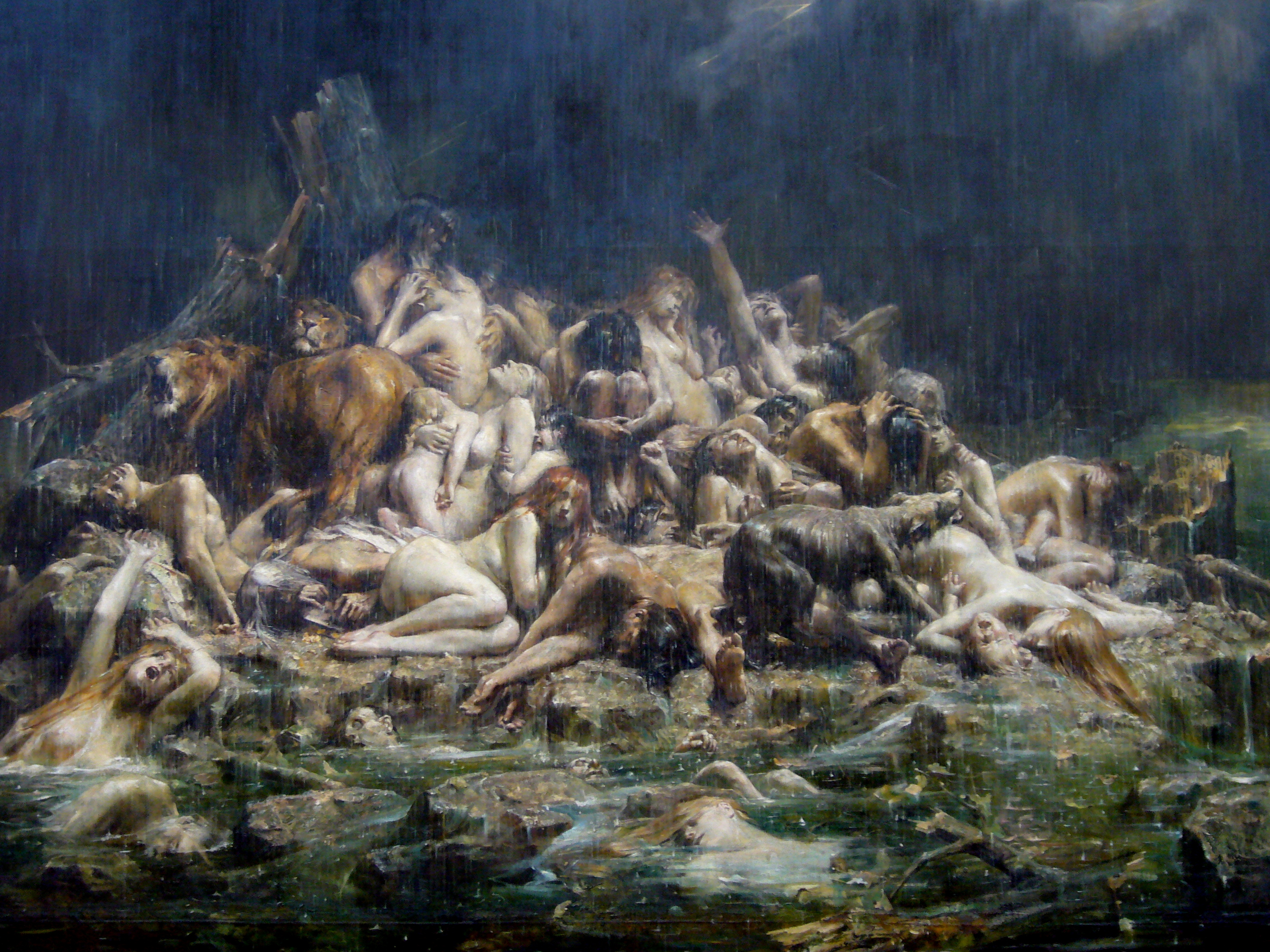
Леон Комерр, "Потоп"
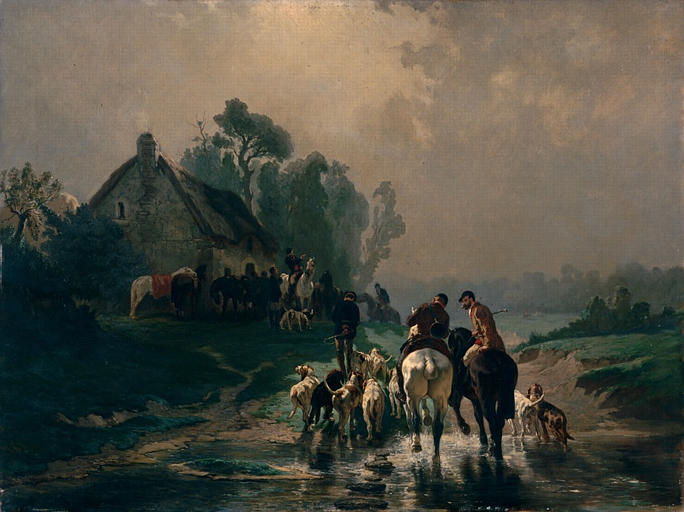
Еваріст Віталь Люміне
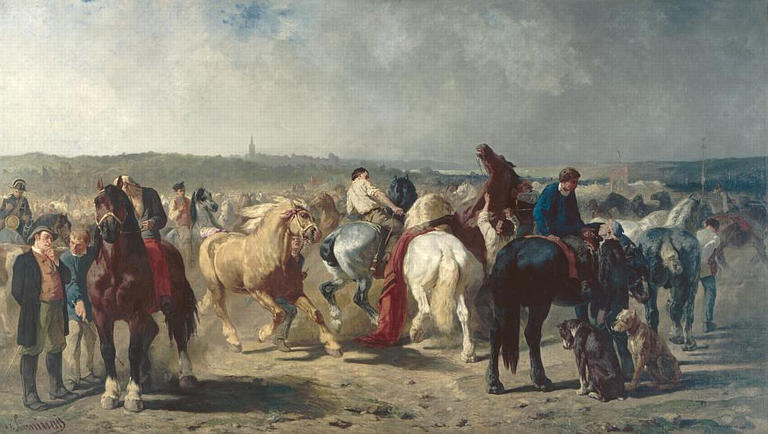
Еваріст Віталь Люміне
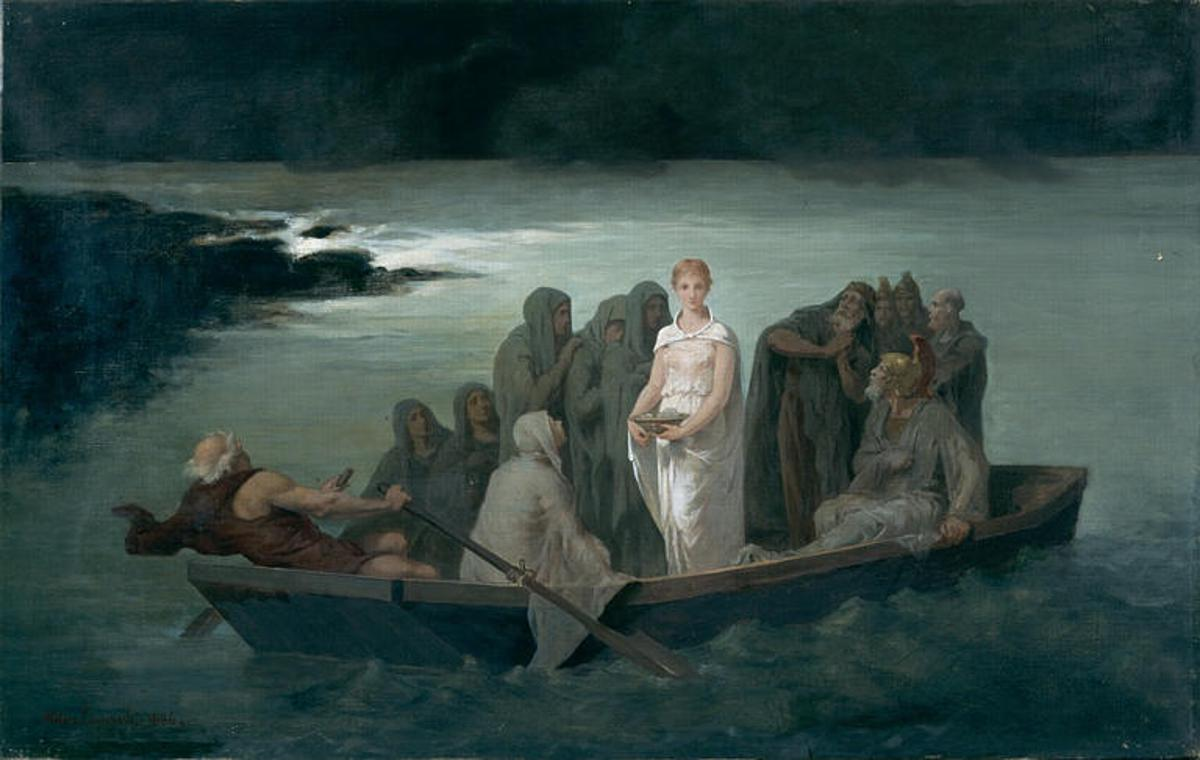
Еваріст Віталь Люміне
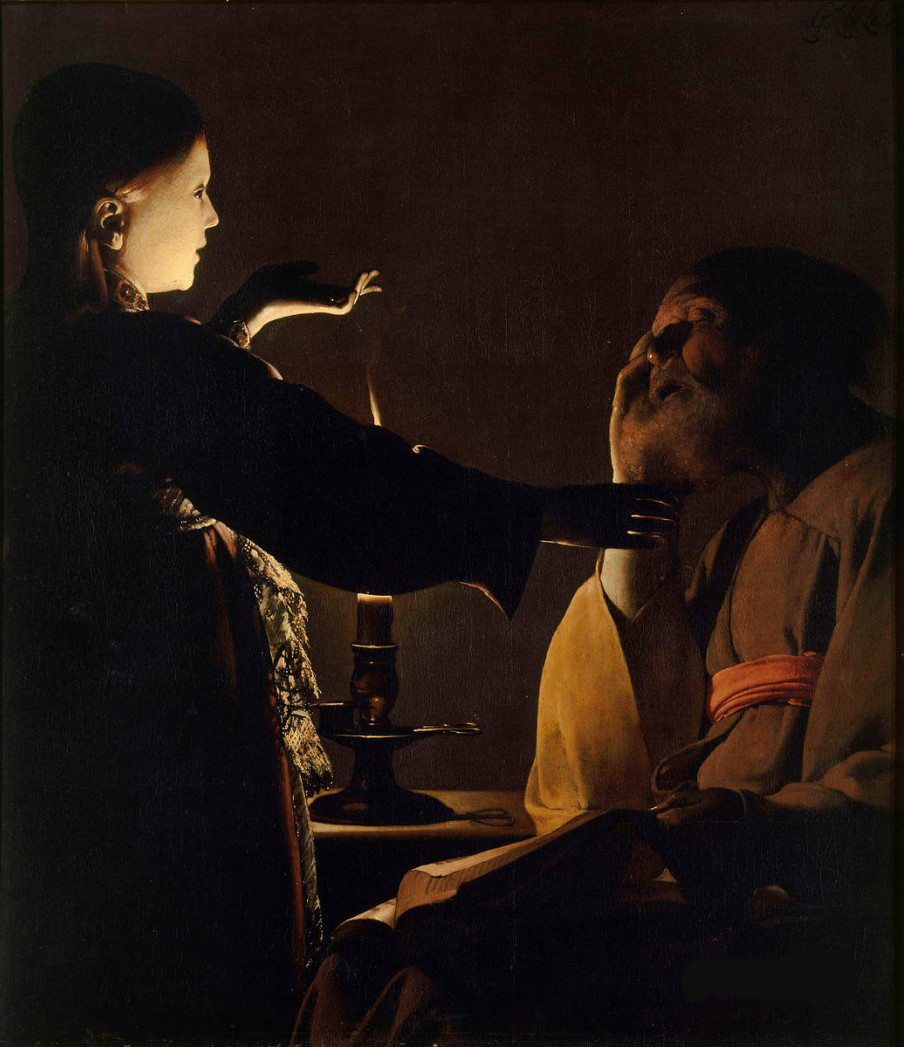
Жорж де Латур
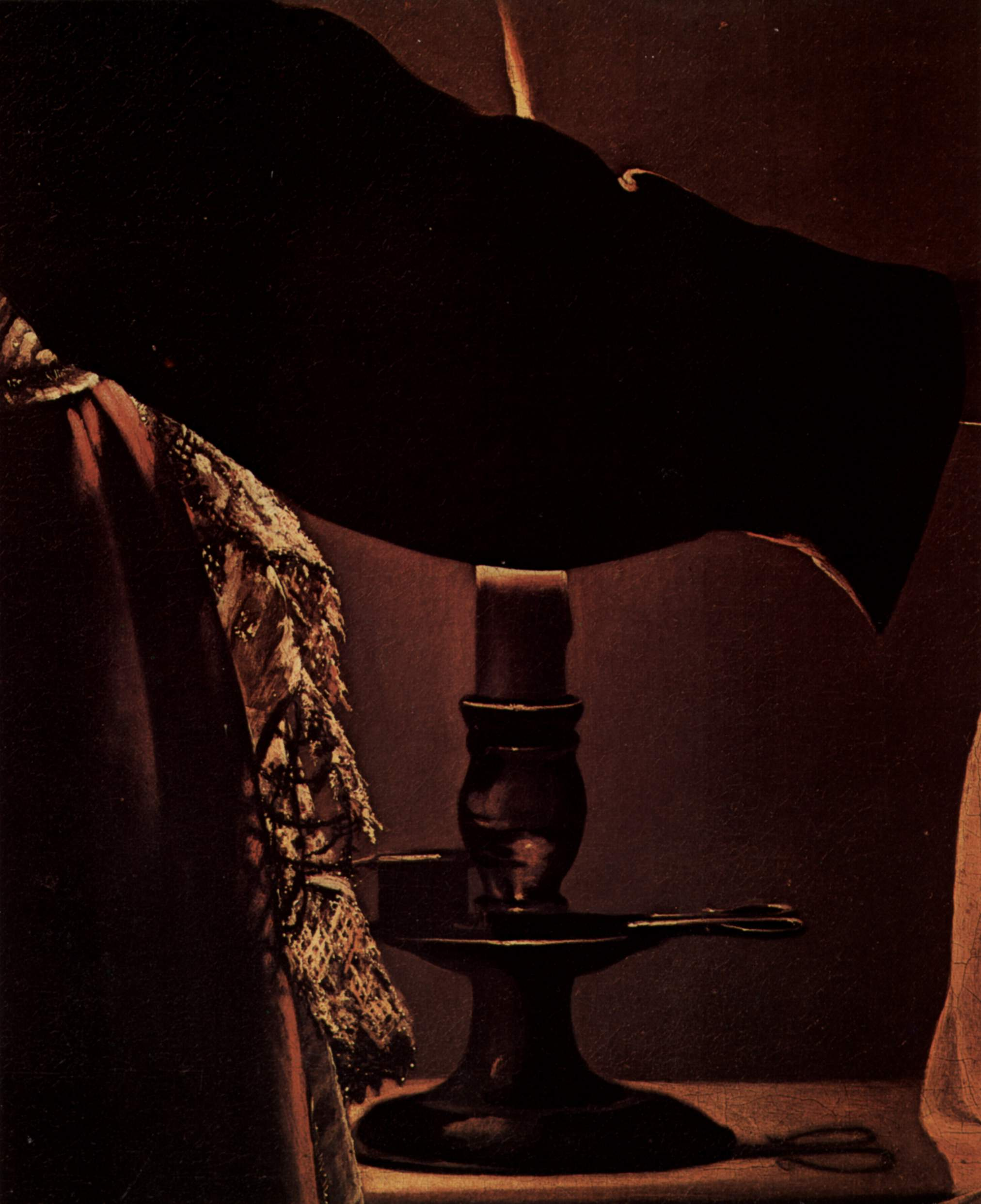
Жорж де Латур
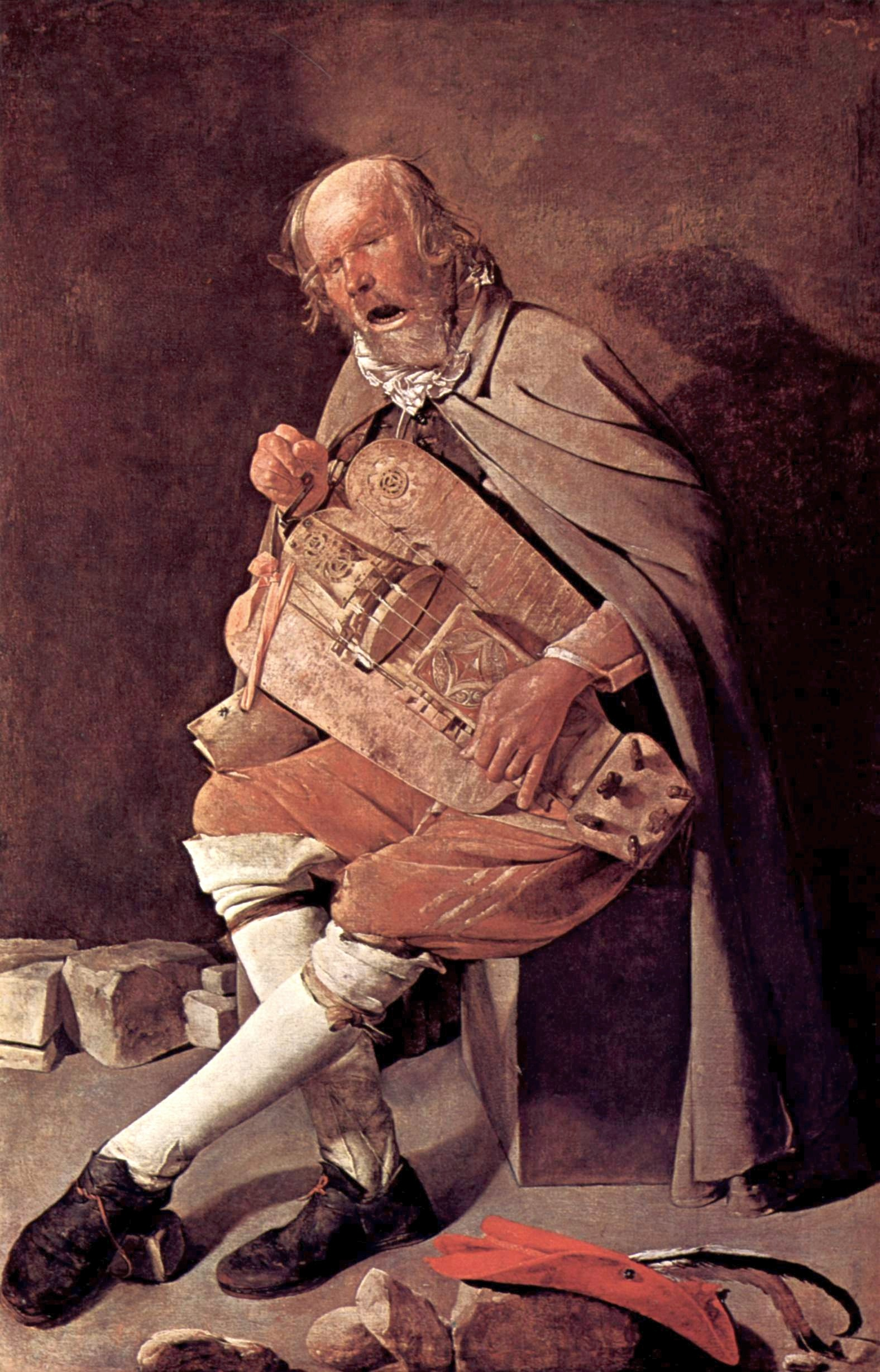
Жорж де Латур
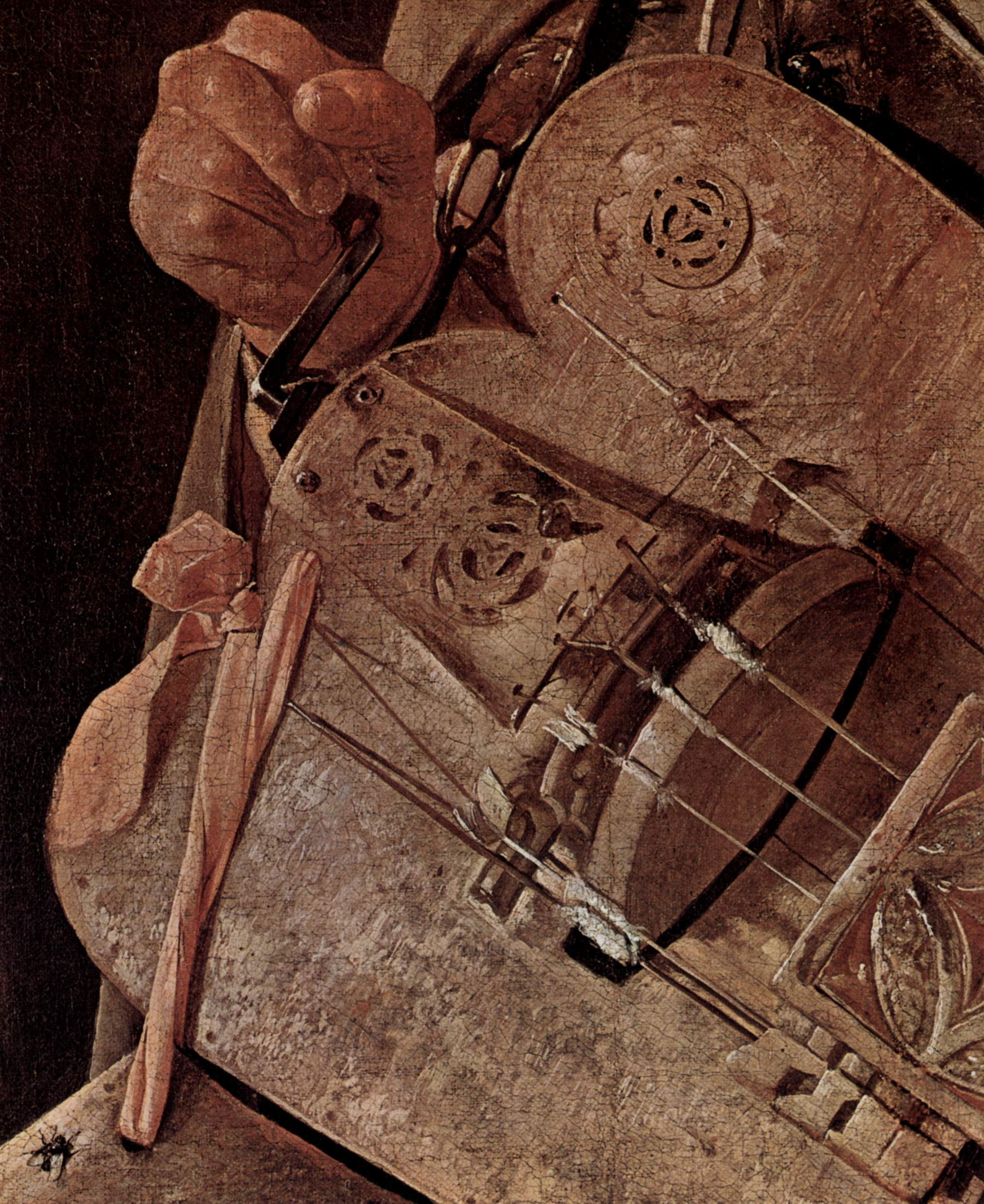
Жорж де Латур
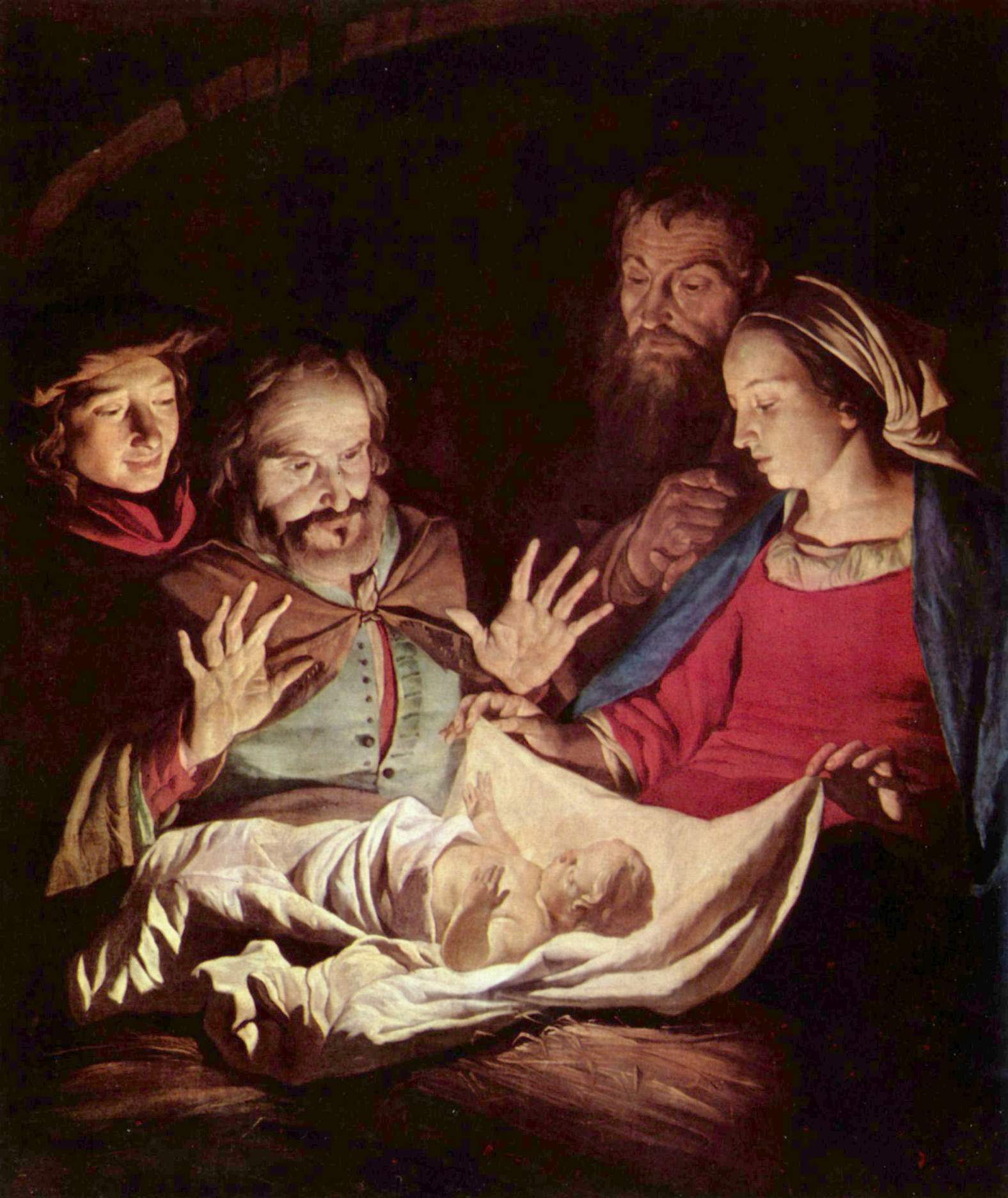
Герріт ван Гонтгорст
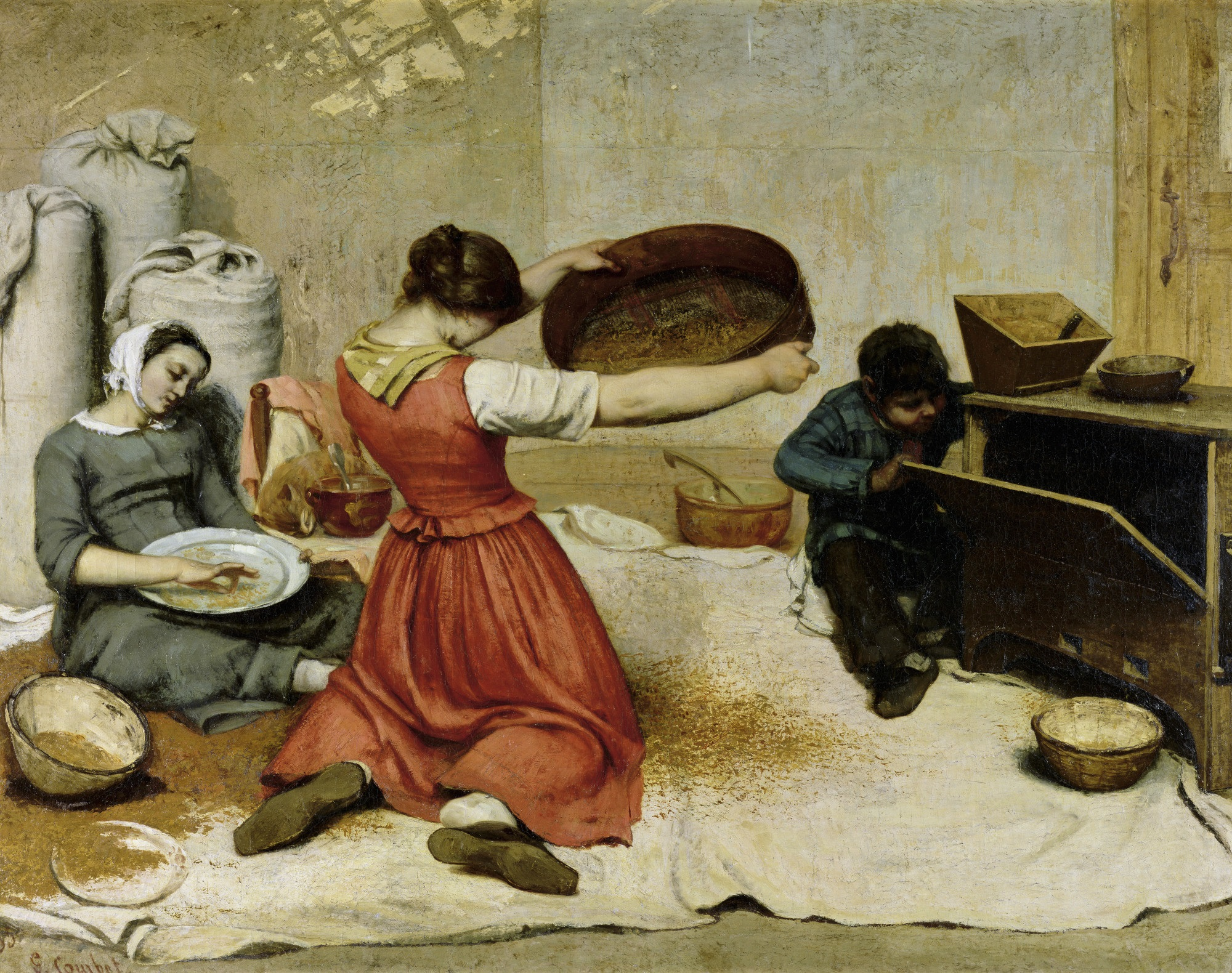
Гюстав Курбе
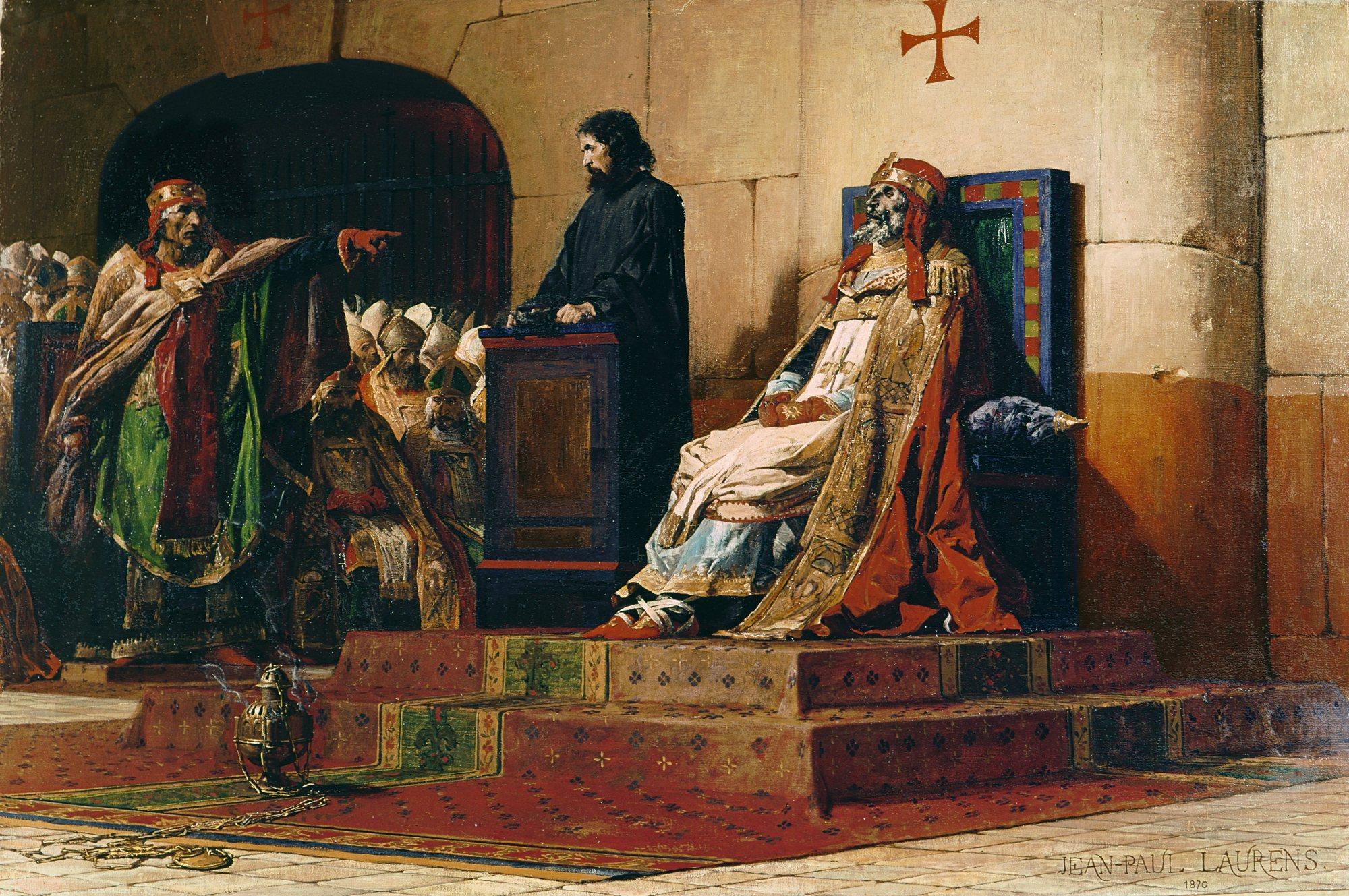
Жан Поль Лоран
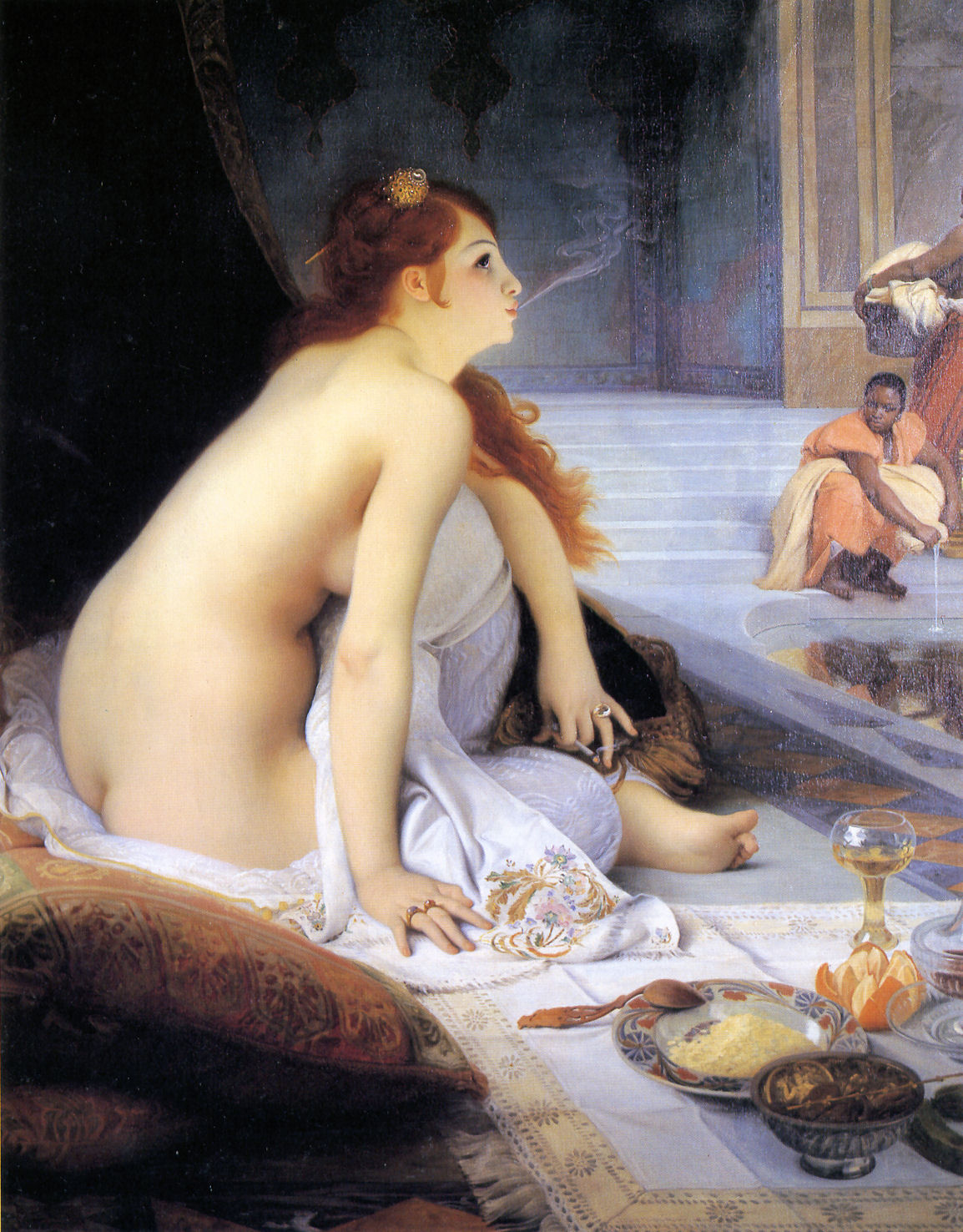
Жан-Антуан Жуль-Леконт дю Нуї
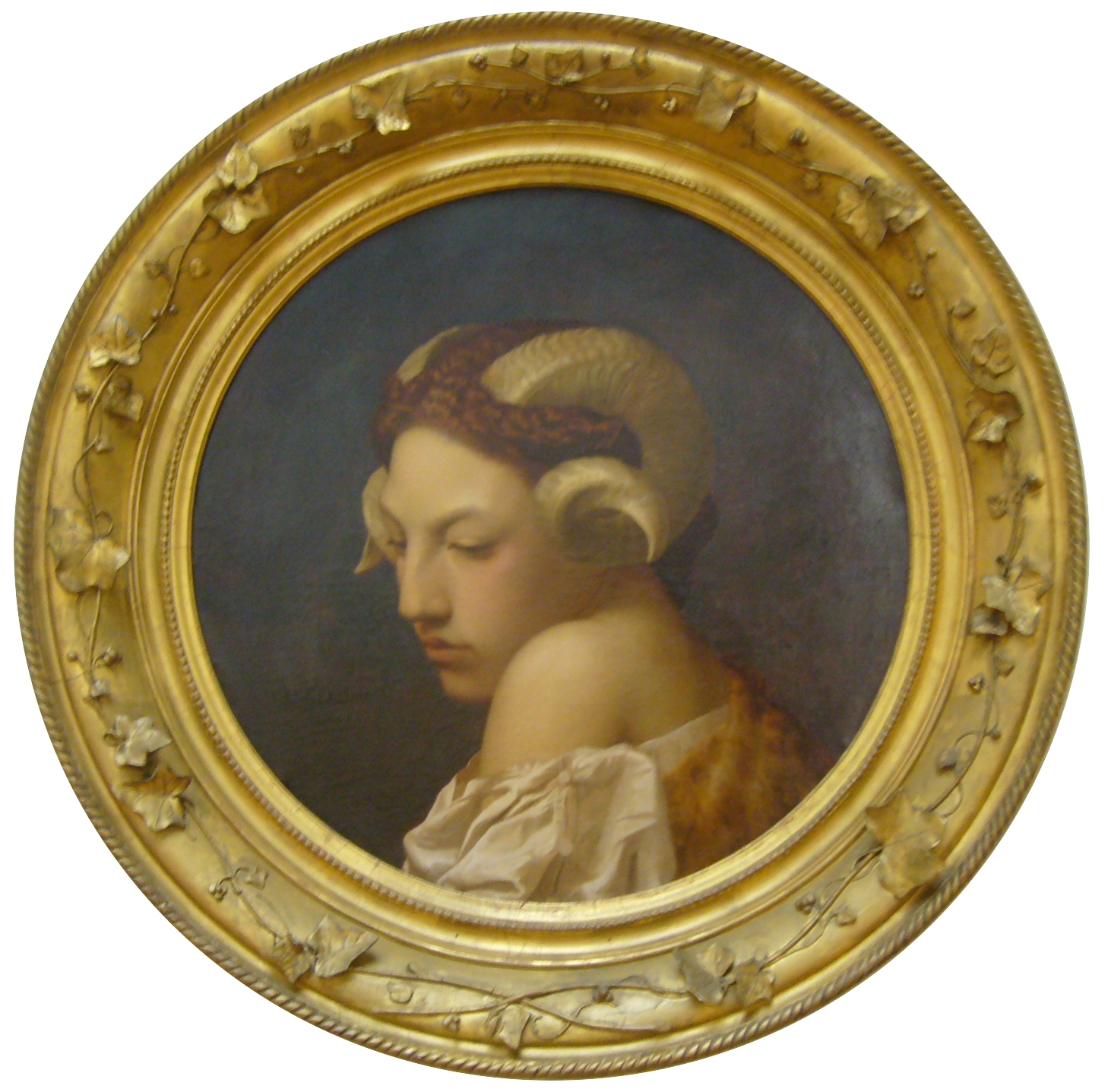
Жан-Леон Жером
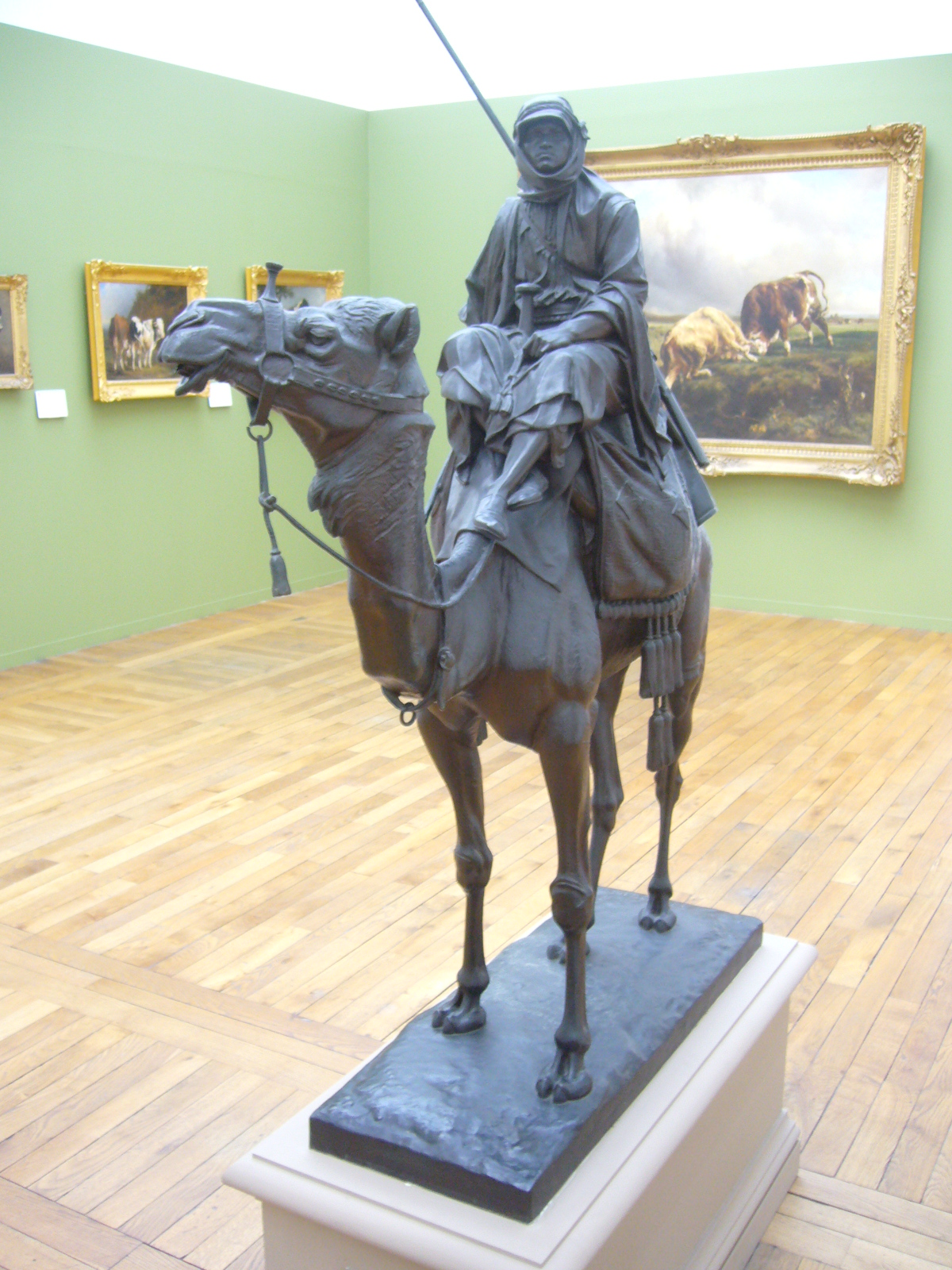
Альфред Жакмар
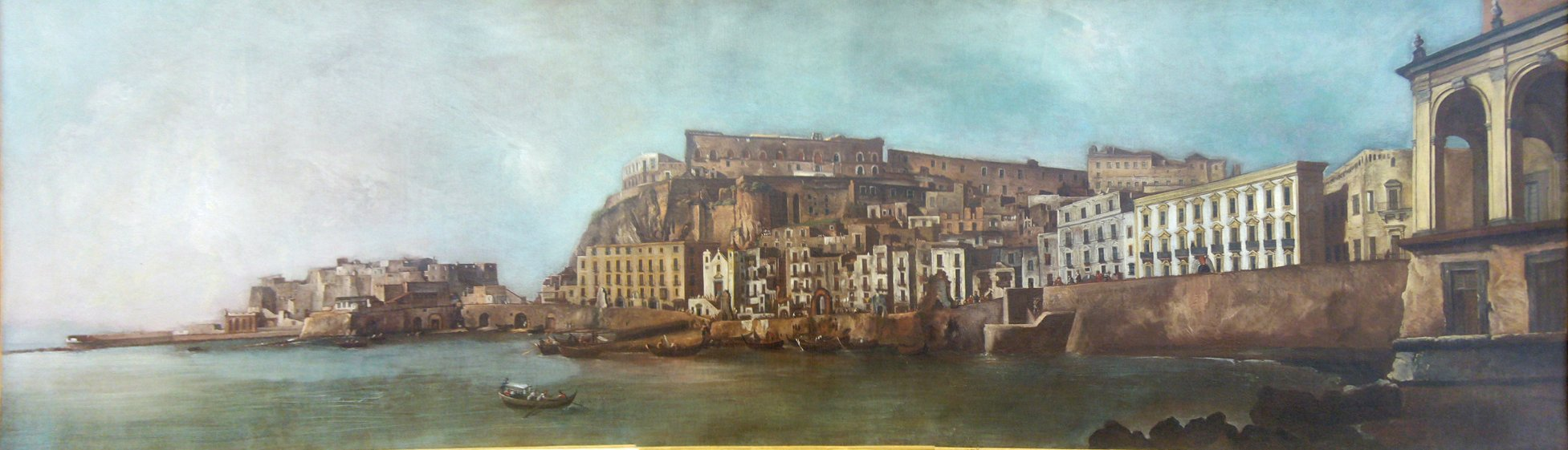
Вид на Санта Лючію в Неаполі
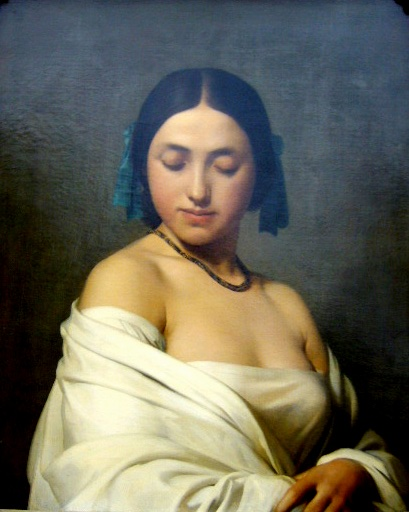
Іполіт Фландрен